# Gearksutite
La gearksutite è un minerale, chimicamente un fluoruro complesso di calcio e alluminio.
Prende il nome dalla combinazione di γή (terra in greco) e arksutite, sinonimo di chiolite, della quale sembrava che la Gearksutite fosse una varietà terrosa).

## Abito cristallino
I cristalli presentano una simmetria monoclina ma sono molto piccoli.

## Origine e giacitura
Il minerale viene trovato in giacimenti insieme alla criolite, la creedite, la fluorite e, talvolta, raramente, anche la fluellite.
Nei giacimenti di criolite sono frequenti masse anche considerevoli di gearksutite, associata ai minerali accessori della criolite, quali la siderite e il quarzo.

## Forma in cui si presenta in natura
Si trova in masse biancastre gessose.

## Località di rinvenimento
In Groenlandia risulta molto comune, specialmente ad Ivittuut. Minori miniere del minerale si trovano a: Miass nei Monti Urali, a Saint Peter's Dome ed a Wagon Wheel Gap nel Colorado (USA), in Italia viene trovato a Vulcano in alcune fumarole fossili, nonché viene trovato in tutte le miniere della criolite.